# Hans Moser (zbrodniarz nazistowski)
Hans Moser (ur. 1902, zm. ?) – zbrodniarz nazistowski, członek załogi niemieckiego obozu koncentracyjnego Dachau i SS-Oberscharführer.
Członek Waffen-SS. W czasie II wojny światowej pełnił służbę w obozie głównym Dachau, między innymi jako kierownik kantyny (1943) i asystent Rapportführera (1944).
W procesie członków załogi Dachau (US vs. Wilhelm Kemm i inni), który miał miejsce w dniach 23–24 lipca 1947 przed amerykańskim Trybunałem Wojskowym w Dachau Moser skazany został początkowo na 15 lat pozbawienia wolności. Uznano go za winnego katowania więźniów za pomocą specjalnego bicza oraz uczestnictwa w egzekucjach. Po rewizji wyroku 23 września 1948 karę zmniejszono do 10 lat więzienia, jako że uznano tylko część z zarzucanych Moserowi czynów za dostatecznie udowodnioną.